# Preischeid
Preischeid ist eine Ortsgemeinde im Eifelkreis Bitburg-Prüm in Rheinland-Pfalz. Sie gehört der Verbandsgemeinde Arzfeld an.

## Geographie
Der Ort liegt im Westen der Eifel, unmittelbar an der Grenze zu Luxemburg im Norden des Deutsch-Luxemburgischen Naturparks.
Zu Preischeid gehören auch die Wohnplätze Dörnauelsmühle, Machtemesmühle, Preischeiderhöhe und Preischeiderley sowie der Weiler Oelverhof.

### Nachbarorte
|                        | Dasburg                                     |          |
| Munshausen (Luxemburg) | Kompassrose, die auf Nachbargemeinden zeigt | Daleiden |
|                        | Sevenig bei Neuerburg                       |          |

## Geschichte
Auf eine Entstehung des Ortes bei den spätmittelalterlichen Rodungen deutet die Endung „-scheid“ des Preischeider Ortsnamens hin. Erstmals urkundlich erwähnt wurde er als „Prinscheit“ im Jahr 1290. Bis 1794 gehörte die Ortschaft zur Meierei Daleiden in der Herrschaft Dasburg im Herzogtum Luxemburg. Während der französischen Verwaltung (1795–1814) wurde Preischeid von der Mairie Dasburg verwaltet und gehörte zum Kanton Clerveaux im Wälderdepartement. Unter der preußischen Verwaltung (nach 1815) gehörte der Ort zur Bürgermeisterei Dasburg im Kreis Prüm.
Bevölkerungsentwicklung
Die Entwicklung der Einwohnerzahl von Preischeid, die Werte von 1871 bis 1987 beruhen auf Volkszählungen:

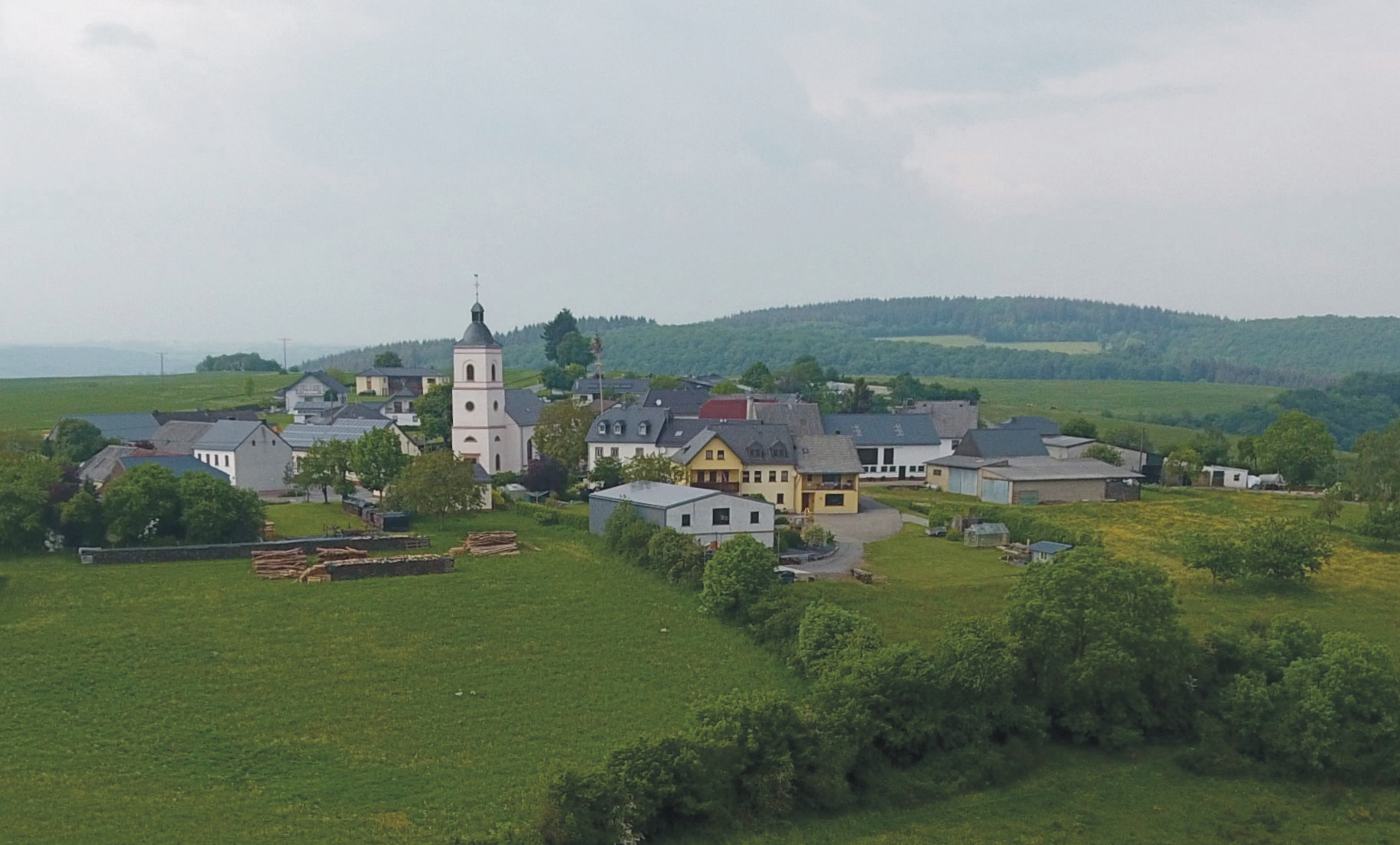
Preischeid mit katholischer Kirche Sankt Peter

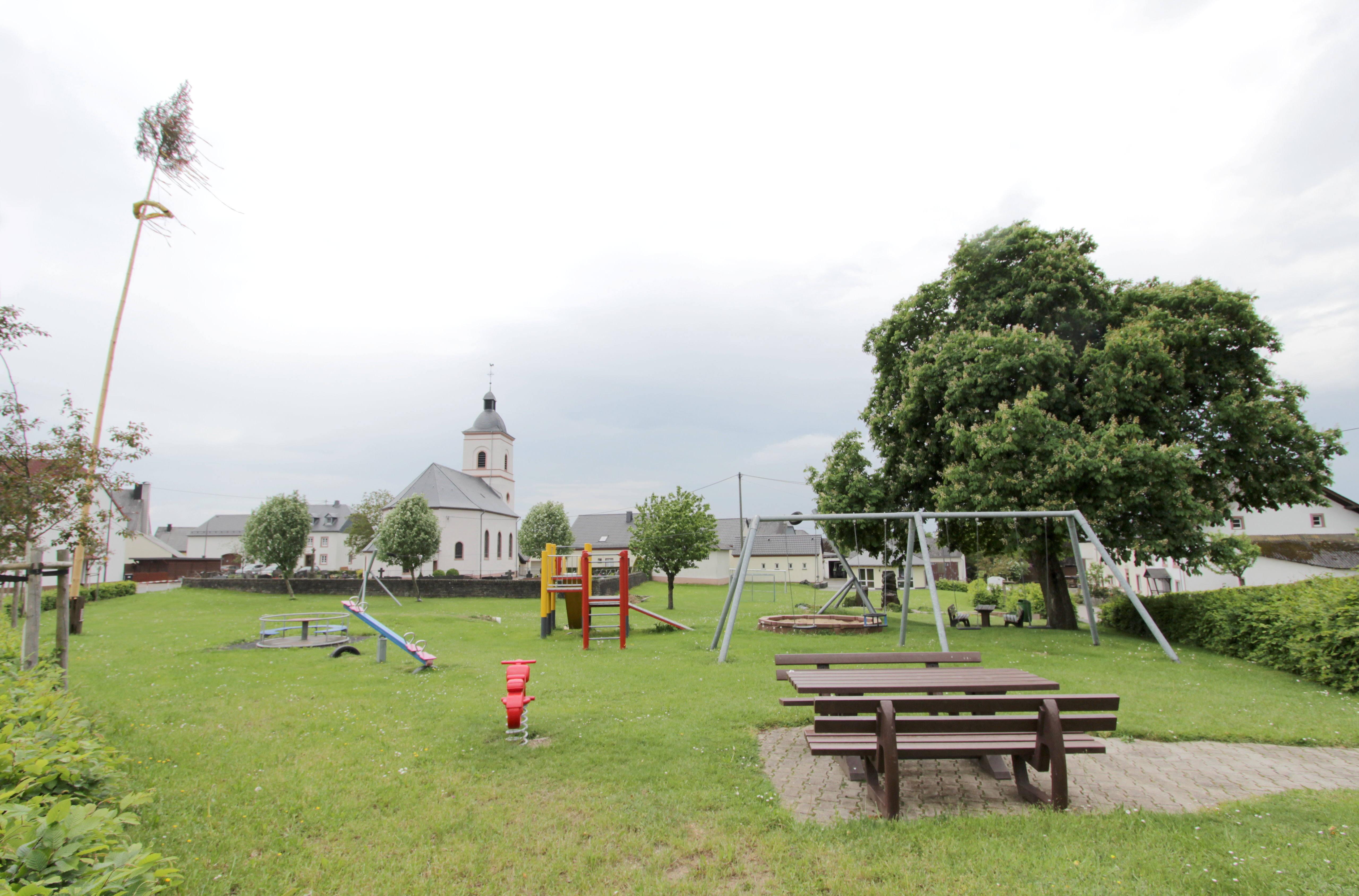
Ortskern mit großem Kinderspielplatz und Dorfplatz

| Jahr | Einwohner |
| ---- | --------- |
| 1815 | 98        |
| 1835 | 212       |
| 1871 | 243       |
| 1905 | 226       |
| 1939 | 448       |
| 1950 | 209       |
| 1961 | 160       |

| Jahr | Einwohner |
| ---- | --------- |
| 1970 | 182       |
| 1987 | 174       |
| 1997 | 160       |
| 2005 | 175       |
| 2011 | 178       |
| 2017 | 170       |
| 2023 | 156       |

## Religion
Der überwiegende Anteil der Bevölkerung ist Mitglied der römisch-katholischen Kirche. Der Ort gehört zusammen mit dem Nachbarort Affler zur katholischen Pfarrei Preischeid St. Petrus. Diese untersteht dem Dekanat St. Willibrord Westeifel und gehört zum Bistum Trier. Die katholische Kirchengemeinde Preischeid bildet mit anderen Pfarreien die Pfarreiengemeinschaft Neuerburg.

## Politik

### Bürgermeister
Walter Gnesner wurde 2024 Ortsbürgermeister von Preischeid.
Der Vorgänger war Martin Klaesges seit 1994. Zuletzt bei der Direktwahl am 26. Mai 2019 wurde er mit einem Stimmenanteil von 88,24 % für weitere fünf Jahre in seinem Amt bestätigt.

### Wappen
| Wappen von Preischeid | Blasonierung: „Über grünem Dreiberg, Rot über Silber durch Wellenschnitt geteilt, vorn ein schräg liegender schwarzer Ast mit goldenen Flammen, hinten ein silbernes lateinisches Kreuz mit übergelegtem keltischen Hochkreuz auf Nischensockel.“ |
| Wappen von Preischeid | Wappenbegründung: Die Farben rot und silber sind die der Abtei Prüm und ihrer Vögte. Durch den grünen Dreiberg werden die Höhenlage und durch den Wellenschnitt die zahlreichen Bäche wiedergegeben. Der brennende Ast dient als redender Wappenteil und übersetzt Preischeid mit “Brandrodung”. Das Pestkreuz aus dem Jahr 1626 wurde als bedeutendes, fast 400 Jahre altes Denkmal mit in das Wappen aufgenommen. |

## Kultur und Sehenswürdigkeiten

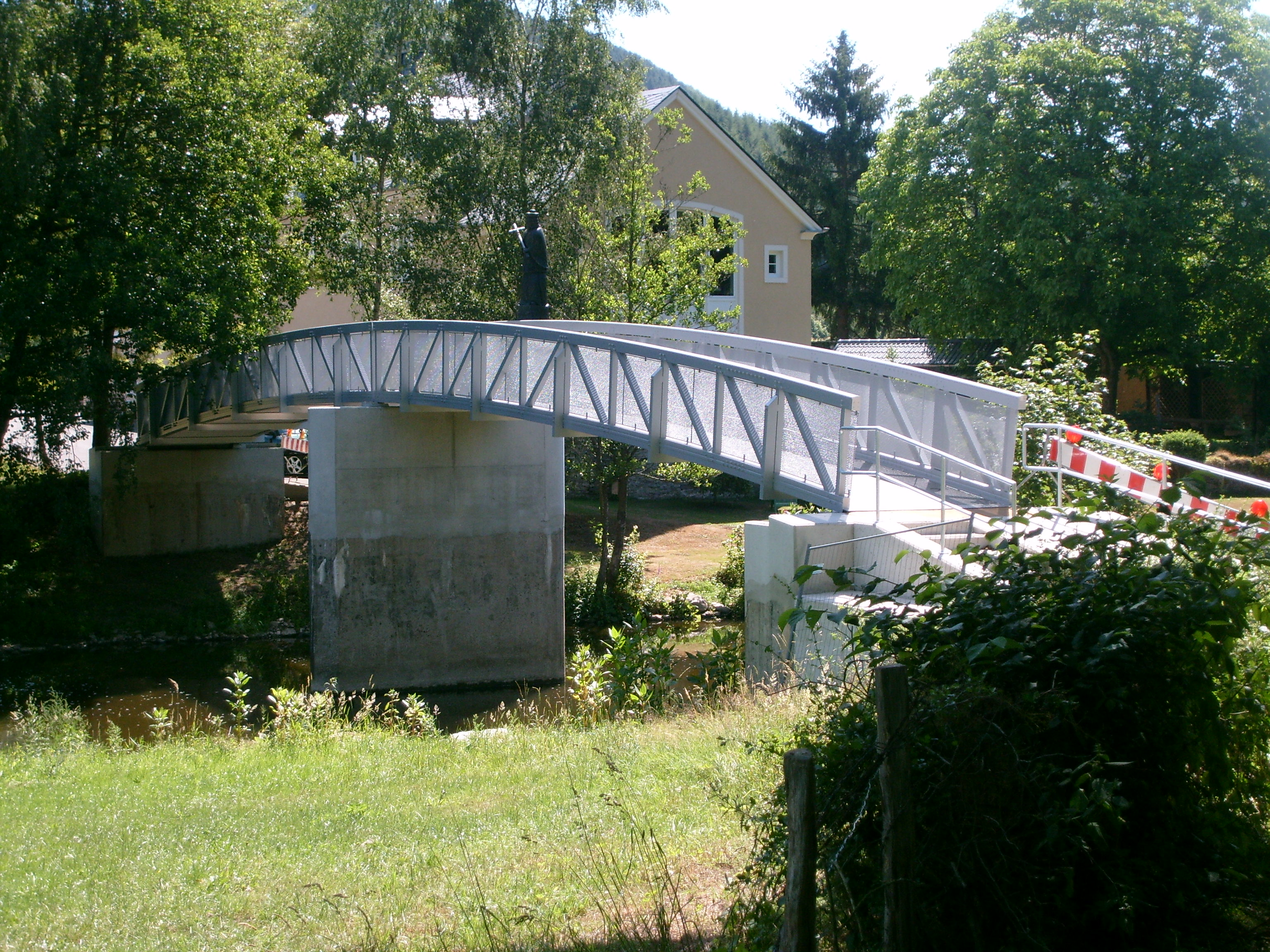
Wander- und Radfahrbrücke Dornauelsmühle

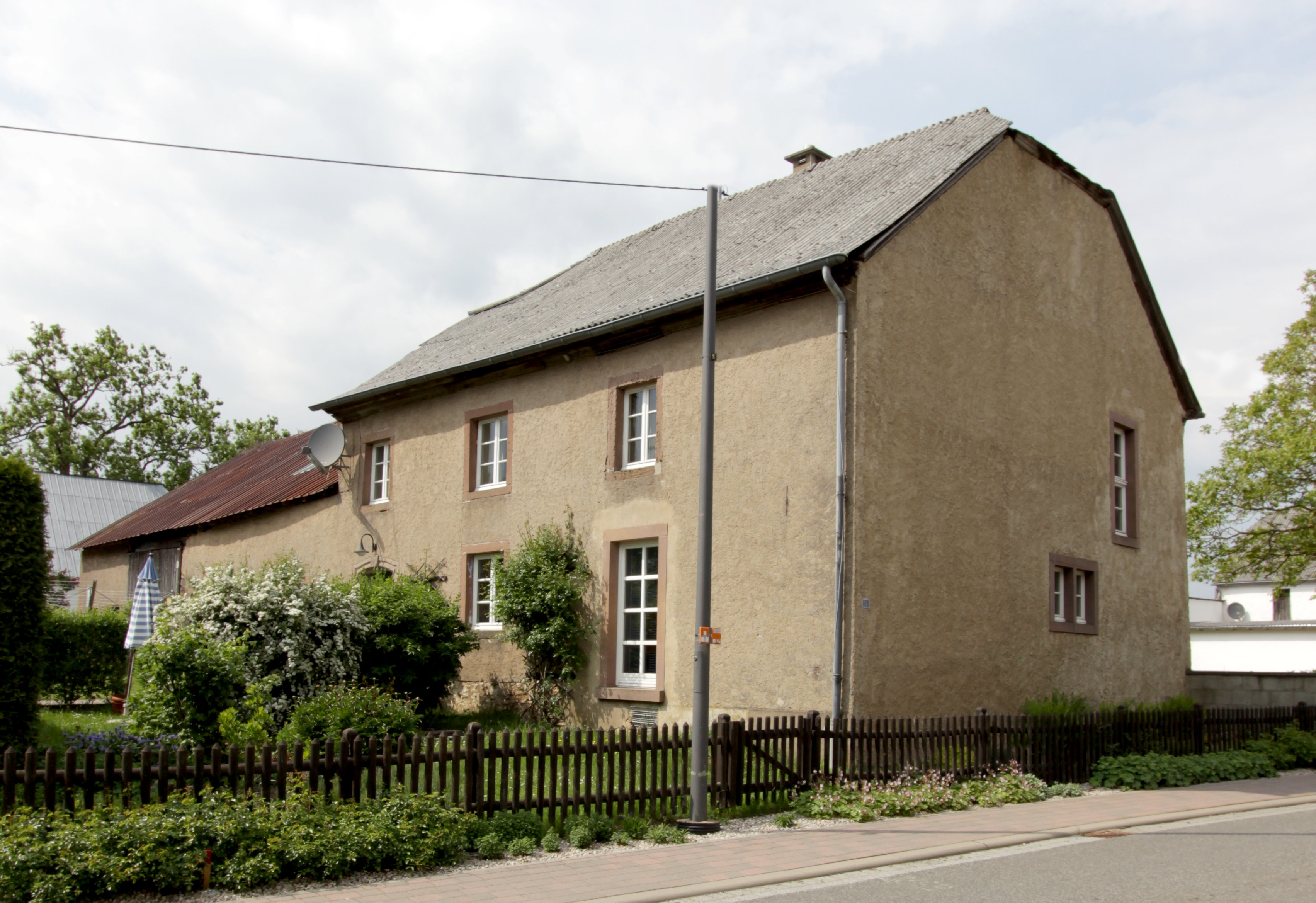
Hofanlage von 1780

### Bauwerke
- Katholische Pfarrkirche St. Peter von 1784
- Streckhofanlage in der Hauptstraße Nr. 18 von 1780
- Gedächtniskapelle nach 1918 ⊙
- Wanderbrücke Dornauelsmühle über die Our zwischen Rodershausen (Luxemburg) und Preischeid ⊙
- Beim Waldhotel Machtemesmühle stand im 17. Jahrhundert eine Lohmühle ⊙

Siehe auch: Liste der Kulturdenkmäler in Preischeid

### Grünflächen und Naherholung
- Wanderrouten in und um Preischeid[9][10][11]
- Wandern und Radfahren über die Our-Brücke Dornauelsmühle durch das Ourtal ⊙

### Regelmäßige Veranstaltungen
- Jährliches Kirmes- bzw. Kirchweihfest wird am ersten Wochenende im Juni gefeiert.
- Traditionelles Ratschen oder Klappern am Karfreitag und Karsamstag
- Burgbrennen am ersten Wochenende nach Aschermittwoch (sogenannter Scheef-Sonntag)[12][13]

## Wirtschaft und Infrastruktur
Viele Bewohner pendeln zu einer Arbeitsstelle im nahegelegenen Luxemburg. Wegen der im Vergleich zu Luxemburg günstigeren Immobilienpreise sind von dort einige Einwohner zugezogen. Für Feriengäste gibt es zunehmend attraktive Angebote. Die umliegenden Wälder sowie Irsen- und Ourtal sind bei Wanderern sehr beliebt. An der nahegelegenen Machtemesmühle (3 km) ist entlang der Irsen ein Campingplatz angelegt.
Seit Juni 2015 ist schnelles Internet verfügbar, da eine Glasfaserleitung bis zum nördlichen Ortsrand verlegt wurde. Die Glasfaserleitung wurde im Frühjahr 2021 bis zum südlichen Ortsrand verlängert. Es existieren somit zwei Digital Subscriber Line Access Multiplexer (DSLAM). Die Weiterleitung bis zu den Häusern erfolgt per DSL über die Telefonleitung. Die Übertragungsgeschwindigkeit beträgt bis zu 100 Mbit/s im Dorfkern und bis zu 50 Mbit/s im Oelverhof.
Preischeid ist heute eine landwirtschaftlich geprägte Wohngemeinde. Seit 1971, als noch 31 landwirtschaftliche Betriebe gezählt worden waren, hat die landwirtschaftlich genutzte Fläche von 323 ha auf 375 ha (2010) zugenommen, die nunmehr zum größten Teil von nur noch zwei landwirtschaftlichen Betrieben im Haupterwerb bewirtschaftet werden (2013), von insgesamt acht registrierten landwirtschaftlichen Betrieben (2010).
Das Gemeindegebiet wird zu 43,4 % landwirtschaftlich genutzt, 46,5 % sind von Wald bestanden (Stand 2020).

### Verkehr
Von der Machtemesmühle kommend durchquert die Landesstraße 1 den Ort und führt nach etwa zwei Kilometern mit teilweise sehr gutem Höhenblick nördlich auf die Bundesstraße 410.

### Öffentliche Einrichtungen
Preischeid ist Standort einer Freiwilligen Feuerwehr.